# Noodlanding

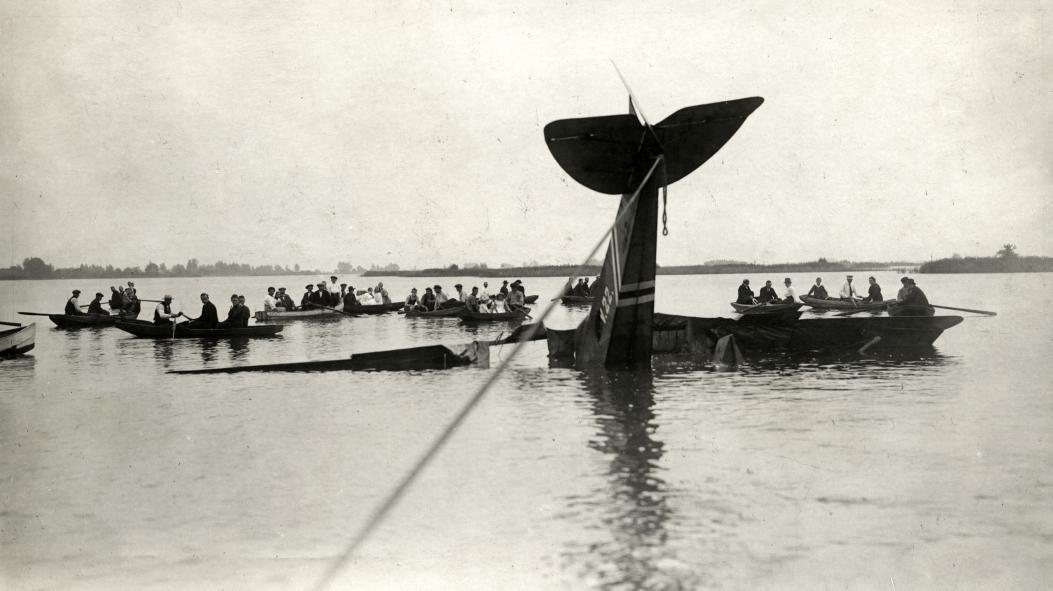
Een watervliegtuig staat na noodlanding op zijn neus in het water van de Reeuwijkse plassen, omringd door een tiental roeiboten. Gouda, Nederland, 1919

Een noodlanding is een landing die gemaakt wordt door een luchtvaartuig wanneer het in (dreigend) gevaar verkeert. Dit kan wegens een technisch mankement zijn, maar tegenwoordig is een noodlanding vanwege terroristische dreiging niet ondenkbaar.

## Beschrijving
Er wordt onderscheid gemaakt in 2 soorten landingen:
- Noodlanding: Het luchtvaartuig bevindt zich in direct gevaar. Voorbeelden hiervan zijn: het uitvallen van de motoren of brand aan boord. Vaak wordt voor de noodlanding plaatsvindt via de radio een Mayday-signaal uitgezonden, en wordt zo mogelijk 'Squawk 7700' gevoerd, dat wil zeggen dat de code 7700 (of een andere van toepassing zijnde noodcode) wordt uitgezonden via de transponder, die dan zichtbaar is op de radarschermen bij de luchtverkeersleiding.[1][2][3]
- Voorzorgslanding: Het luchtvaartuig bevindt zich in een situatie die kan ontaarden in een noodgeval. Voorbeelden hiervan zijn: een passagier die zich ernstig misdraagt of ernstig ziek wordt, een dreigend gebrek aan brandstof, of een technisch probleem. Als er een dreigend gevaar is kan een Pan-pan-oproep gedaan worden, die aangeeft dat het vliegtuig mogelijk in een noodsituatie terecht gaat komen. Soms wordt in de media bij een voorzorgslanding onterecht melding gemaakt van een noodlanding.

De landing kan op een vliegveld zijn maar ook op een andere landingsplaats. Vaak wordt er geprobeerd het dichtstbijzijnde geschikte vliegveld te bereiken; bij de meeste voorzorgslandingen slaagt men hier ook in. Mocht dit niet lukken, dan kan een sportvliegtuig uitwijken naar een andere geschikte landingsplaats. Hierbij kan gedacht worden aan een grasveld (liefst zonder vee). Een modern verkeersvliegtuig zal zelden een geschikte plaats voor een noodlanding vinden. Een watervlakte, bijvoorbeeld een meer, biedt meestal voldoende ruimte voor een noodlanding echter is de afloop onzeker. 
Een voorbeeld van een geslaagde noodlanding op water is de landing van US Airways-vlucht 1549 op de rivier de Hudson, maar ook heeft een commercieel verkeersvliegtuig eens een noodlanding gemaakt op een snelweg, zoals in het geval van Southern Airways-vlucht 242, en zelfs op een dijk zoals in het geval van TACA-vlucht 110.

## Helikopter
Wanneer een helikopter een nood- of voorzorgslanding buiten een luchthaven moet maken, is vrijwel elk open terrein (met vaste grond) geschikt, en is er ook maar beperkte open ruimte nodig. Een helikopter die voorzien is van drijvers (of pontons) kan op elke open ruimte – land en water – van relatief beperkte oppervlakte een nood- of voorzorgslanding maken.

## Luchtballon
Met een luchtballon is het normaal dat men niet op een vliegveld landt. Ook met een zweefvliegtuig is het niet ongebruikelijk. Dit heet geen noodlanding maar een buitenlanding (zie aldaar), maar er wordt desondanks weleens melding gemaakt van een noodlanding.

## Buitenlanding
Indien geen sprake is van een noodsituatie of kritieke situatie die een landing buiten een luchthaven rechtvaardigt of noodzakelijk maakt, is in Nederland voor het landen (en opstijgen) buiten een vliegveld in Nederland een zogeheten Ontheffing Tijdelijk en Uitzonderlijk Gebruik luchtvaartuigen (TUG) vereist, die men op provinciaal niveau (dus per provincie) dient aan te vragen. Sommige luchtvaartuigen maken gebruik van een permanente ontheffing.
In België is landen (en opstijgen) met helikopters buiten luchtvaartterreinen zonder noodzaak – dus wanneer geen sprake is van een reddingsoperatie of van een noodsituatie of kritieke situatie die een nood- of voorzorgslanding rechtvaardigt – alleen toegestaan nadat de piloot van de helikopter toestemming van de eigenaar van het terrein heeft verkregen. In enkele speciale gevallen is tevens Voorafgaandelijke toelating van de Directeur-generaal van het Directoraat-generaal Luchtvaart of zijn gemachtigde noodzakelijk. Het ministerieel besluit hieromtrent omvat evenwel ook enkele gevallen die (behoudens noodzaak) nimmer zijn toegestaan en waar dan ook geen ontheffing voor verkregen kan worden. Voor vliegtuigen die zonder noodzaak buiten luchtvaartterreinen opstijgen of landen, is een door de bevoegde overheid vooraf verleende ontheffing of toestemming nodig.

## Trivia
- Wat in het Nederlands een landing op het water heet, heet in sommige andere talen een watering, zoals in het Duits (Wasserung) en Spaans (amerizaje tegenover aterrizaje).